# Carl Fredrik Lillienberg
Carl Fredrik Lillienberg (* 21. Oktober 1714 in Toftnäs, Finnveden; † 16. März 1769 in Håringe auf Bolmsö) war ein schwedischer Generalmajor.

## Leben

### Herkunft und Familie
Carl Fredrik war Angehöriger des 1709 nobilitierten schwedischen Adelsgeschlechts Lillienberg. Seine Eltern waren Daniel Lillenberg (1675–1723) und Christina Margareta, geborene Stiernelou (1687–1767). Der schwedische Staatsmann Graf Johan Georg Lillienberg (1713–1798) und der schwedische Generalleutnant Freiherr Erik Gustaf Lillienberg (1719–1770) waren seine Brüder, der schwedische Generalleutnant Henrik Johan Aminoff (1680–1758) war seit 1726 sein Schwager. Carl Fredrik vermählte sich 1747 mit Ulrika Eleonora, geborene Bonde (1719–1790). Aus der Ehe ging der Sohn Freiherr Carl Henrik Lillienberg (1748–1778), Chef des Jönköping-Regiments hervor.

### Werdegang
Lillenberg begann seine Laufbahn im schwedischen Heer 1727 als Freiwilliger im Regiment von Oberst Jean Louis Bousquet (1664–1747) und wurde 1730 dessen Rüstmeister. Er avancierte 1731 zum Fourier, 1732 zum Fähnrich sowie 1739 zum Leutnant. 1742 wechselte er als Kapitän zum Hälsing-Regiment, führte im Finnischen Krieg den Angriff auf Ravijoki und stieg 1744 im Regiment zum Major auf. Er wurde 1749 Ritter des Schwertordens. Im Siebenjährigen Krieg nahm er am Kriegsschauplatz in Pommern teil und erhielt 1760 seine Beförderung zum Oberst. 1765 wurde er Kommandeur und wohl auch Chef des Regiment „Spens“ in Stralsund und hat im selben Jahr mit dem Charakter als Generalmajor seinen Abschied erhalten.
Er war Erbherr auf Håringe im Kirchspiel Bolmsö, wo er auch begraben wurde.